# Vedbend (art)
Vedbend (Hedera helix), også kaldet almindelig vedbend eller efeu, er en stedsegrøn lian, der vokser på muldbund i skove, krat og parker. Vækstformen er dels krybende, dels klatrende. Den klatrer ved hjælp af særlige klatrerødder på grenene. Hele planten, og også bærrene, er giftig. Den kendes også under det tyske navn Efeu.
Vedbend er værtsplante for skovblåfugl.

## Beskrivelse
Barken er brun med et lidt rødligt skær. Senere bliver den mørkegrå. Knopper og skud er filthårede. Knopperne er lysegrønne. Bladene er spredte, 3-5 lappede og helrandede. Bladnerverne ses som tydelige, hvide streger.
På blomstrende skud mangler lapperne. Her er bladene i stedet ovale og helrandede. Alle blade er mørkegrønne med en lysere underside. Blomsterne sidder samlet i kugleformede stande på særlige, oprette skud. Blomsterne er gulgrønne og ses i oktober-november. Frugterne er blåsorte bær, der modner hen på foråret, næste år.
Roden er tæt forgrenet, men den ligger øverligt.
Højde x bredde og årlig tilvækst: 10 x 25 m (50cm/år).

## Voksested
Vedbend gror i løvskove på fugtig og muldrig bund. Den findes kun i de vintermilde egne af Vesteuropa. Den er almindelig i Østdanmark.

## Anvendelse
Vedbend anbefales af NASA forskere som indendørs potteplante, da den er særlig god til at rense luften for visse luftforurenende stoffer. Vedbend bruges også som vækst på bygningsfacader, et eksempel er Aarhus Universitet, hvor flere bygninger har store partier med vedbend.

## Sorter
- 'Arborea' er en stiklingeformeret klon af den voksne plante. Derfor har den smalle blade og blomster. Den udvikler sig til en busk og har ikke klatrerødder.
- 'Helil' (Dafo) er en småbladet klon af arten.
- 'Hestor' (Dafo) er en storbladet klon af arten.

## Billeder
- Vedbend på Tempelherrenhaus i Weimar.
- Vedbend i Szczecin, Polen
- Blade af vedbend